# Die Braut des Maharadscha
Die Braut des Maharadscha ist ein US-amerikanischer Abenteuerfilm aus dem Jahr 1949 mit Sabu und Gail Russell in den Hauptrollen. Der Film wurde von Columbia Pictures produziert.

## Handlung
Um einen modernen Zoo in ihrer indischen Heimatprovinz zu errichten, begeben sich Prinz Gopal und seine Verlobte, Prinzessin Tara, in den Dschungel. Sie wollen in das Wildreservat Combi, um dort große Tiere einzufangen. Sie werden von Taras Tante Shayla begleitet, die als Anstandsdame für das noch unverheiratete Paar fungiert. Gopal und Tara halten den Glauben der Dorfbewohner der Umgegend, dass jedes Tierleben ein Menschenleben kostet, für Unsinn.
Zur gleichen Zeit kommt Ramdar an, der umgehend einige der gefangenen Tiere freilässt. Er begründet dies damit, dass die Tiere harmlos seien und in Frieden gelassen werden sollen. Als Beweis dafür begibt er sich in einen Käfig mit einem Tiger. Dabei versucht er, den Tiger zu befreien, doch Gopal hebt sein Gewehr und schießt. Der Schuss verletzt den Tiger. Tara überzeugt Ramdar, die restlichen Tiere nicht freizulassen, da es ansonsten für die Bewohner gefährlich werden würde. Auch Ramdars Ruf als sogenannter Dschungelprinz würde darunter leiden. 
Unter dem Vorwand Tara ein Schmuckstück als Freundschaftszeichen zu schenken, führt Ramdar die Prinzessin nach Hakwar, wo Juwelen zu finden sind. Tara weiß nicht, dass Ramdar eine Nachricht für Gopal hinterlassen hat. In ihr steht, dass er Tara als Geisel genommen hat und sie erst freilässt, wenn alle eingefangenen Tiere freigelassen werden. Gopal entdeckt die Nachricht und befiehlt Ramdars Gefangennahme und Exekution. Sollte Tara nicht bis Sonnenuntergang zurück sein, wird jeder dritte männliche Dorfbewohner hingerichtet. Die Dörfer werden dann in Brand gesteckt.
Ramdar bringt Tara zu einer Klippe und gesteht ihr, sie als Geisel genommen zu haben. Die angeblichen Juwelen sind Mond, Sonne und die Sterne. Tara beginnt Ramdars Ansichten zu verstehen und ist beeindruckt von seiner Naturverbundenheit. Als sie die Klippe weiter hochsteigen, wird Ramdar von dem durch Gopal verletzten Tiger angegriffen. Ramdar kann die Raubkatze abwehren, die die Flucht ergreift. Gopal erreicht mit seinen Soldaten die Klippe, wird jedoch von Ramdar entwaffnet. Wieder greift der Tiger an. Diesmal ist Gopal sein Ziel, der von der Klippe in die Tiefe stürzt. Tara ist von einer Tierfängerin zu einer Naturliebhaberin geworden und heiratet Ramdar.

## Produktion

### Hintergrund
Gedreht wurde der Film vom 18. Juni bis zum 14. Juli 1948 in Glendale.

### Stab
Morris Stoloff war der musikalische Direktor.
Die Filmmusik basiert auf der Komposition Song of India (dt.: Lied des indischen Gastes) des russischen Komponisten Nikolai Rimski-Korsakow aus seiner 1898 uraufgeführten Oper Sadko.

### Besetzung
In einer kleinen nicht im Abspann erwähnten Nebenrolle trat Jay Silverheels auf.

## Synchronisation
| Rolle           | Schauspieler   | Deutscher Synchronsprecher |
| --------------- | -------------- | -------------------------- |
| Ramdar          | Sabu           | John Pauls-Harding         |
| Prinzessin Tara | Gail Russell   | Gisela Breiderhoff         |
| Major Doraj     | Anthony Caruso | Klaus W. Krause            |
| Kumari          | Rodd Redwing   | Gert Günther Hoffmann      |

Anmerkung: Die kursiv geschriebenen Namen sind Rollen und Darsteller, die nicht im Abspann erwähnt wurden.

## Veröffentlichung
Die Premiere des Films fand am 28. Februar 1949 statt. In der Bundesrepublik Deutschland kam er am 7. April 1950 in die Kinos.

## Kritiken
Das Lexikon des internationalen Films schrieb: „Einfacher, leicht verkitschter Abenteuerfilm.“